# Cophonemobius
Cophonemobius is een geslacht van rechtvleugeligen uit de familie krekels (Gryllidae). De wetenschappelijke naam van dit geslacht is voor het eerst geldig gepubliceerd in 1929 door Chopard.

## Soorten
Het geslacht Cophonemobius omvat de volgende soorten:
- Cophonemobius buxtoni Chopard, 1929
- Cophonemobius faustini Desutter-Grandcolas, 2009